# اريك ليجراند
اريك ليجراند (بالإنجليزية: Eric LeGrand)‏ هو لاعب كرة قدم أمريكية أمريكي، ولد في 4 سبتمبر 1990 في أفينيل في الولايات المتحدة.